# 大浦真奈美
大浦 真奈美（おおうら まなみ、1997年4月9日 - ）は、日本のAV女優。ティーパワーズ所属。

## 略歴
岩手県出身。
2018年8月にAVデビュー。
2019年10月、ゲオTV×メンズサイゾー ADULT AWARD 2019・昇天クイーン部門にノミネート。二つ名は「全身性感帯お姉さん」。
2019年12月4日、スカパー!アダルト放送大賞2020の新人女優賞にバニラスカイチャンネル推薦でノミネート。
2020年11月28日、新型コロナウイルス感染拡大の影響を受け延期されていたスカパー!アダルト放送大賞2020授賞式が開催され、新人女優賞を受賞。
2021年1月、アダルトビデオ芸人リボルバー・ヘッドから2021年期待の女優の一人として紹介される。
2024年9月15日には、『TREND GIRLS 撮影会 2024』内のTREND GIRLSファッションショーに参加し、ランウェイを歩いた。

## 人物
興奮するシチュエーションは好きな人に他の人とのSEXを見られること。これは過去に交際していた男性に寝取られ願望があり、押し切られる形で実際に行ったことがあるため。その後、AVで寝取られ作品に出演し、本能的に一番興奮すると気づいた。
敏感体質で足の指をなめられただけでもイったことがある。
憧れの人気シリーズ「脅迫スイートルーム」出演時は、ほとんど覚えておらず、あとで見返してみると「なんかもう（目が）完全にイってるんですよ。」と想像以上に追い込まれていたと告白。
毎日のように飲酒するするほどのドリンカー。好きなアルコールはビール、レモンサワー。この逸話から『むっちりBODY×チ〇チン＋お酒＝ドスケベ動画』（2020年、S-Cute）『Red Dragon』（2024年、ゴールド/妄想族）など飲酒セックス作品も多い。

## 出演作品

### アダルトDVD
- 「人生ずっと真面目に生きてきました。でも今日だけは悪い子になります…。」 本物女教師 人生で一度きりのAVデビュー（8月1日、アイデアポケット）
- 某有名化粧品メーカーで働く超美肌妻 真奈美さん 30歳 Madonnaデビュー!!（8月7日、マドンナ）※「真奈美」名義
- 本物シロウト応募人妻と中出し温泉旅行 AV撮影 細くて白い美巨乳妻まなみさん(27歳)の体液絡む接吻・生ハメがエロすぎた初不倫ドキュメント（8月13日、E-BODY）※「まなみ」名義
- 都内のストリートで見つけた!メーカー史上最強のおしゃぶり上手! フェラチオの天才! 某大手製薬会社に勤める美人広報まなみさん(23才)がAV出演!! ナンパJAPAN EXPRESS Vol.77（8月25日、ナンパJAPAN）※「まなみ」名義
- 嬲り撮り3Pセックス ご近所の独り暮らし男性の家に、おすそ分けを届けに行ったんです… そうしたら悪戯されちゃって…（10月25日、オーロラプロジェクト・アネックス）
- 貞淑妻が夫に内緒でAV出演! イク事を我慢させられ、気が狂う程寸止めされた後の気持ちよすぎる大絶頂セックス!（10月25日、F&A）※「真奈美」名義
- 顔出し!美人妻限定 ザ・マジックミラー 清楚な奥様が初めてのデカチン3P体験編 in池袋 Ｗチ○ポに恥じらいつつもジワっと溢れる欲しがり汁!旦那を忘れ欲望のままに連続絶頂!! 計12挿入!!（11月7日、DEEP'S）
- 新感覚 健康×フィットネス風俗 Vol.1（11月8日、F&A）
- 友人の母 息子の友人に犯され、幾度もイカされてしまったんです…（11月13日、溜池ゴロー）
- 120%リアルガチ軟派伝説 vol.66 in 湘南（11月16日、プレステージ）
- 新婚旅行の思い出にと持っていったビデオカメラには妻のとんでもない姿が映ってました。 土木作業員のたくましいチ○ポでイカされ中出しされまくった僕の妻（11月19日、エムズビデオグループ）
- 素人女子大生ガチナンパ! ち●ぽのデカさだけが取柄のモテない君が高学歴お嬢様女子大生を極太ち●ぽでハードピストン! 彼氏の粗チンしか知らないうぶJDが異次元の快感に品位を失いエビぞり絶頂イクイクSEX! そのまま生中出しまでやっちゃいました!（11月23日、赤面女子）
- マドンナ15周年記念大作 第4弾!! 人妻ジーパン革命!! ミセス専用アパレルメーカー企画室勤務、華麗なる4人の人妻の【完全】着衣誘惑!!（11月25日、マドンナ）
- 夢のドライオーガズム開発! 乳首責めだけで何回もイッてみる?（11月25日、痴女ヘブン）
- Fカップ超美肌妻がNTRマニアの夫のために生ハメ&中出し解禁! 1回目は若いヤリチン男優と同時イキッ、2回目は妻子持ち男優と逆寝取り責め、3回目は生々しいプライベート濃厚SEX 生中出し3本番!!（11月25日、本中）※「真奈美」名義
- 上司の彼女を強制放置 媚薬バイブNTR 身動きできない腰くね痙攣絶頂（12月1日、MOODYZ）
- クリトリスを刺激されっ放しでぶっ壊れる痙攣性交 新人女教師・真奈美（12月1日、Fitch）
- 社内中の男に不倫の標的にされた新卒女子社員（12月6日、ヒビノ）
- 会社には内緒にしてください… 「実は私、Mでチ○ポ狂いするほどドスケベなんです」 M願望のOL 真奈美さん24歳（12月6日、AKNR）※「真奈美」名義
- 「先生…本日はお礼参りです」 逃亡する女教師を校内追い回し挟み撃ちレ×プ（12月13日、MOODYZ）
- 旦那が喫煙している5分の間義父に時短中出しされて毎日10発孕ませられています…。（12月13日、溜池ゴロー）
- 義父と嫁、密着中出し交尾（12月20日、グローリークエスト）
- まさかこの人が 絶品手コキテクニシャン!? トルネード手コキで悶絶射精!（12月20日、AKNR）
- 水泳教室NTR インストラクターの優しさに溺れた妻の衝撃的浮気映像（12月25日、マドンナ）
- 女子校生をガチナンパ! イマドキ乙女たちのお悩みをズバッと解決! 短小・包茎・早漏な彼氏とのエッチに「満足した事無いです…」っていうまだ成長中↑の巨乳な娘たちにいきなりっ!デカチンを見せたら「えっ!恥ずかしい…」なんて言ってる暇も無くズボッと挿入(SEX)へ! 最後は、たっぷり中出ししちゃいました（12月27日、MERCURY）
- 年上美人の下着を物色中 「こんな年増女の下着で欲情するの?」と… 女として見られる悦びからか「本当に私なんかでいいの?」と欲求不満な身体で精液搾取 2（12月28日、DOC）

- 親族相姦 きれいな叔母さん（1月1日、VENUS）
- 密着して舐め尽くす むしゃぶり唾液痴女（1月1日、Fitch）
- 制服女子ばかりを狙う悪徳医師の乳首こねくり健康診断 2（1月1日、変態紳士倶楽部）
- 初めての極太ディルドで体ビクビク足腰ガクガク敏感おま○こトロトロ即イキ羞恥オナニー 制服女子編 3（1月1日、変態紳士倶楽部）
- 海でナンパしたカワイイ水着ギャル15名に一撃顔射しちゃいました!（1月1日、変態紳士倶楽部）
- #なまなま個人撮影スマホ撮り 【ど素人】カップルいちゃいちゃムービー4組 04（1月4日、プレステージ）※「みお」名義
- 一般男女モニタリングAV 性のお悩み相談室出張特別編! 旦那では満足できない絶倫巨乳妻が生まれて初めての逆ナンパ体験! 童貞高校生をラブホテルに連れ込み2人っきりで1発10万円の抜かずの連続射精筆おろしに挑戦! 2 旦那のフニャチンとは違う男子高校生の爆発寸前フル勃起チ○ポに素人妻はのけぞるほどにイキまくり! 溜まりに溜まった2人の性欲がぶつかり合ったら1発限りでは収まらない連続中出し! 4組合計15発!（1月7日、DEEP'S）
- 桃尻未亡人 親族棒の虜になり人生最大の追撃昇天（1月10日、ヒビノ）
- 街角シロウトナンパ! vol.37女子大生をガチ口説き。 1（1月11日、プレステージ）
- 私、実は夫の上司に犯され続けてます…（1月13日、溜池ゴロー）
- 素人妻と童貞くんの筆下しドキュメント 35歳以上の奥さま限定! 混浴でディープキス指南してたら興奮しちゃって初対面なのに止まらない 中出し9射精50イキ!（1月15日、ピーターズ）
- 女友達に僕の部屋着を貸したら、隙間からチラ見えするこぼれそうなハミ乳に興奮してしまい…（1月18日、DOC）
- 帰宅時、エレベーターで遭遇する同じマンションのほろ酔い人妻（1月25日、マドンナ）
- 街角シロウトナンパ 39 チケット難民お助け隊 1（1月25日、プレステージ）※「ななみ」名義
- 尻貴族（1月26日、HMJM）
- 胸ポッチが堪らない! 揺れ動く巨乳ノーブラニットのOL（2月1日、AKNR）※AV OPEN 2018 マニア・フェチ部門エントリー作品
- 隠れヤリマンの制服美少女をSNSナンパ! エッチな王様ゲームした後パリピ万歳中出し乱交パーティーした件（2月1日、変態紳士倶楽部）
- 初めての極太ディルドで体ビクビク足腰ガクガク敏感おま○こトロトロ即イキ羞恥オナニー 丸ノ内OL編 3（2月1日、変態紳士倶楽部）
- 最高の乳首イキ近親性交 〜母の敏感美乳首をつまんで引っ張りこねくり回す息子たち〜（2月7日、VENUS）
- 何もない日常が辛すぎた 地方在住の美人妻がワンデイ上京 媚薬で焦らし高めて敏感膣奥生中出し 3 from 北海道・福井・京都・奈良 ガチハメEXTREME!! 285分撮り下ろし（2月10日、ホットエンターテイメント）※「金子唯」名義
- 上司の自慢の色白デカ尻妻に3日間ずっと生ハメしまくって何度も中出しした(実話)（2月19日、DEEP'S）
- マジックミラー号ハードボイルド 働く女性を「私、健康団体の医師ですが、ボランティアで働く女性に健康診断を実施させて頂いてます」とダマしてナンパ お得意の膣内検診テクニックでアクメを吹かせたOLさんは意外とすんなりデカチン挿入&ナマ中出しを許しちゃうなんて!（2月21日、サディスティックヴィレッジ）
- 巨乳水着ギャルばかりを狙う海の家ナンパエステ15（3月1日、変態紳士倶楽部）
- 接写盗撮 パンティを間近で見たい! 制服女子14名イキまくりパンツ越しオナニー（3月1日、変態紳士倶楽部）
- スローな淫語手コキで焦らされ高速パイズリでカラっカラになるまで精子を搾り取られた（3月1日、変態紳士倶楽部）
- (株) パワハラ 職務のミスは体で支払え! かねてからイラついていたどん臭いOLをプロレス技で存分に締め上げ、晒し台に拘束、そしてマシンバイブ陵辱!（3月7日、サディスティックヴィレッジ）
- 街角シロウトナンパ! vol.44 あなたよりエロい友達(ヤリマン)を紹介して下さい! 1（3月8日、プレステージ）※「まなみ」名義
- 激しくしつこい粘着クンニと挿入を繰り返す絶倫老人の寝取り夜這い（3月21日、グローリークエスト）
- 女レ○プ師と共謀、素人エステティシャンをスイートルームに呼んで脇目もふらぬ熱心な仕事中に後ろから忍び寄ってナマ中出しレ○プ!　2（3月21日、サディスティックヴィレッジ）
- 新任女教師 大浦真奈美 マシンバイブ調教×催淫三角木馬×危険日中出し15連発 そのすべてで潮!潮!潮! 34（3月21日、サディスティックヴィレッジ）
- お見舞いNTR!! 隣に入院中の夫がいる状況で迫られた人妻のさびしい身体は理性が効かずに発情する…!?（3月29日、DOC）※「まみ」名義
- 姉のデカ尻誘惑に負けて生ハメしまくって何度も中出しした(実話) 両親は旅行中、僕のことが大好きすぎるお姉ちゃんと家に2人っきりの3日間（4月7日、DEEP'S）
- 町医者老人の顔舐め中出し変態カルテ（4月18日、グローリークエスト）
- 変態新婚妻緊縛エクスタ（4月19日、クリスタル映像）
- 「おばさんが何回でも勃たせてあげる!!」 素人熟女妻たちによる童貞筆下ろし 9 ALL2連続生中出し 4組完全収録!（4月19日、クリスタル映像）
- 妻の連れ子の巨乳美人姉妹と川の字で寝ることに手を出してはいけないと知りながら、無防備な生巨乳に欲情してしまい…（4月19日、DOC）
- 厳選 新作撮り下ろし! 痴漢感謝祭 第3弾『女子●生』被害者15人SP（4月19日、アパッチ）
- 現役女教師が初めての媚薬で脳みそブッ飛び失禁おもらしキメパコ生中出し!?（4月26日、DOC）
- 家庭訪問にやってきた担任の先生が、童貞生徒を母のように優しく筆おろし（4月26日、赤面女子）
- 下着メーカーに就職したら男はボク1人でまわりは巨乳過ぎる女子社員だらけ! さらに社内で下着姿になるのは当たり前らしく目のやり場に困ってしまい勃起しまくりです!!当然勃起していたら女子社員に見つかりヤバいと思っていたけど女子社員たちは怒るどころか逆に興奮気味?特に残業ばかりで欲求不満の女子社員はボクの勃起に気付くと発情しまくり!?露骨に下着姿を見せつけてエロ過ぎる誘惑!!代わる代わる女子社員にこっそり社内でチ○ポをハメられまくり何度も発射させられまくって女子社員たちの下着は精子でグチョグチョに!!（5月7日、Hunter）
- 真面目女子○生 5作品撮り下ろし8人SP!（5月7日、Huter）
- 緊急救命〔即ハメ〕性交センター（5月9日、SODクリエイト）
- 見た目が真面目そうなメガネ女子ほどチ○コを目の前にすると豹変する変態女（5月9日、AKNR）
- 競泳水着の女（5月9日、AKNRリ）
- 押し掛けて来た義父に何度も身体を貪られ背徳性交にハマリだす不貞嫁（5月13日、アクアモール）
- ドキュメンTV×PRESTIGE PREMIUM 家まで送ってイイですか 30（5月24日、プレステージ）※「斎藤」名義
- 悩殺 癒し痴女 お姉さん（5月25日、ゲインコーポレーション）
- 早漏クン家で早漏狩り（5月31日、ワープエンタテインメント）
- カノジョに試してみようとコッソリ買った媚薬を、なんだか怖いのでまずは身内(母、姉、近所のおばさん)で実験。すると、急にエロくなって所かまわず僕を求めてくるっ!!媚薬の効果てきめんっ!!（5月31日（レンタル）/6月7日（セル）、LEO）
- （裏）手コキクリニック 大量精液採取編 性交クリニック 11 超業務的リアル看護 8性交×200分SP（6月6日、SODクリエイト）
- 家事代行おばさんのピタパン尻に我慢できずにバックからねじ込むデカチン即ハメ! vol.2 足首をグイっと掴まれ 逃げれば逃げるほど奥まで挿入ってしまうイケメンのデカチ○ポで強引にイカされるデカ尻妻! 旦那では味わえない子宮直撃ピストンで火照ってしまったオマ○コに連続中出し合計17発!!（6月7日、DEEP'S）
- 「ちょっとお姉ちゃん!ボクのチ○ポで勝手に何やってんの!」 酔っ払ったお姉ちゃんがボクにまたがり強制素股状態!しかもヌルヌルでズボッ!生挿入&生中出し! ボクのお姉ちゃんはキャリアウーマン。毎日大忙しで仕事の帰りが遅くストレスが溜まりまくり!お酒を飲まないとやってられない時は家で酒を飲み酔っ払ってボクに絡んでくる。しかも、姉はエッチも全然していないらしく性欲も溜まりまくり!だから深酒した日は特にヤリたいモードになるらしく、弟のボクにまたがってアソコを擦りつけてきてオナニー?をしてくる。これだけで我慢できなくなった姉は自分のパンツを脱ぎ、ボクのパンツも脱がせお互いの股間を擦り合わせて素股状態に…!「そんなに擦ったらお姉ちゃん挿っちゃうってば!」と言っても姉の動きは止まらず、ヌルヌルでズボッと生挿入!生挿入しちゃったらあまりの気持ち良さに拒否することはできず何度も生中出ししちゃいました!（6月7日、Hunter）
- 昼下がり町内会!若妻たちのちょっと危険でかなりHな王様ゲーム!! 17 母の代理で参加した町内会の集まりでまさかの展開!若い時に王様ゲームをした事が無いという話で盛り上がった奥様方が急に「王様ゲームやりたい!」と言い出したんです。男はボクひとりしかいないもんだから、当然いい思いが沢山出来ちゃいました!!（6月7日、Hunter）
- パンスト妄想脚（6月14日、ミル）
- 職場で毎日ねちっこく執拗なセクハラを受け続けたら、だんだん断り切れず身体を許してしまう女たち…（6月19日、お夜食カンパニー）
- 放尿を見られた女性教員の生まれて初めてのイキっぱなしSEX（6月20日、AKNR）
- 旦那と2年間セックスレスの禁欲妻はとにかく欲求不満!! 強すぎる性欲で隣人にNTR誘惑!! 潮吹きガクガク痙攣イキまくり!!（6月21日、クリスタル映像）
- 【社外秘】 巨乳痴女OLにイカされまくる ―残業・休日出勤編―（6月21日、DOC）
- ラッキーな胸チラを発見し、気づかれないように見てたけど、やっぱりバレてた?! 11 〜人妻の日常編〜（6月28日（レンタル）/7月5日（セル）、LEO）
- 屈辱のぶっかけホームパーティー（7月4日、グローリークエスト）
- 特命刑護官の女 2（7月7日、アタッカーズ）
- 一般男女モニタリングAV 銀座で見つけた美貌と品格を兼ねそなえる巨乳セレブ妻がイケメン青年と裸で密着体験! 旦那とはご無沙汰な人妻は2人っきりの密室で年下男子のフル勃起デカチ○ポを押しつけられ愛液が溢れ出す! スローピストンで焦らされ壁一枚向こうに夫がいるにもかかわらず奥様自ら腰を動かし性欲のままに連続中出しセックス!（7月7日、DEEP'S）
- 『く、苦しい!!えっ何?夢??』 女性社員の大きな胸がボクの顔にムギュ! 出張先の温泉旅館で巨乳女上司と一緒の部屋に寝ていたら大きな胸がボクの顔面直撃! 出張先の温泉旅館の手違いで、口うるさい仕事一筋の超まじめな先輩上司と相部屋に!!しかも酔っ払ってネチネチ説教してくるからタチが悪い!!正直、黙っていれば可愛いし巨乳だし美尻だしモロにタイプなのだが…。しかも部屋飲みで酒のペースも上がり遂には酔いつぶれて寝てしまう女上司!!相部屋なので仕方なく隣で寝ていたら何やら息苦しくなって目を覚ますと女上司の大きな胸がボクの顔に直撃していた!苦しいけど嬉しい!!我慢できずにどうせ酔ってるし…調子に乗って大きな胸に貪りついたらまさかの感じまくり!あまりの気持ち良さに目を覚ました!怒られるかと思ったら『もっと揉んで…もっと舐めて私をメチャメチャにして!』とまさかのSEX懇願!!ここ2年くらいは特に仕事一筋でずっと男とエッチなんかしてなかったらしく久しぶりの刺激でド淫乱女に豹変!!しかも、カニばさみロックで中出し強要!!何度も何度も中出しを求められちゃいました!!（7月7日、Hunter）
- 何もない日常が辛すぎた地方在住の美人妻がワンデイ上京 媚薬で焦らし高めて敏感膣奥生中出し 300分SPガチハメEXTREME!!（7月10日、ホットエンターテイメント）
- SOD女子社員 絶頂!イキまくり会社説明会2019 就活生の前でお漏らしせずにプレゼン出来るか?! 我慢出来ないほどの強イカセに失禁絶頂72回（7月11日、SODクリエイト）※「三浦成美」名義
- 押しに弱い息子の美乳嫁に手を出す強引な義父と義兄（7月11日、ヒビノ）
- 競泳水着インストラクター 食い込み痙攣イキ潮絶頂（7月12日、BAZOOKA）
- 固定バイブ だるまさんが転んだ 13（7月13日、はじめ企画）※「なつ」名義
- 「えっ!誘惑されてる!?」 子供が欲しい巨乳兄嫁に兄がそばにいる状況で誘惑され、自ら子宮にギュポギュポ当ててくる着床ピストンで何度も×2精子を搾り取られた!（7月19日、DOC）
- 『もしかして誘ってるの?』 プルンっと突き出したピタパン介護士のセクシーなお尻にイってもイってもイキ止まらないハードピストンで中出ししまくり! 人の優しさに触れたくてケガしたフリして自宅に介護士を呼んだら若くて美人でよく見たらズボン越しにも分かるくらいの神尻の女性がやってきた!とにかく優しく接してくれてそれだけでも満足していたのがピタっとしたピタパンでパンツは透けているし、プルンっと突き出しているし…もしかしてボクを誘っているのでは??と勘違いしてしまい気づいた時には介護士さんのズボンをおろしズボッとそのまま生挿入!!気持ち良過ぎて即生中出し!!最初は嫌がっていた介護士さんだけど気にせず何度も何度も後ろから突き刺し何度も中出ししていたらド淫乱女に豹変!!逆にボクのチ○ポを求めてきたのでイってもイってもイキ止まらないボクのハードピストンでエビ反りながら何度も爆イキ!!（7月19日、Hunter）
- 昇進のために上司に妻を寝取らせたら発情が止まらなくなった私の妻 人生色々不貞夫婦（7月25日、AVS Collector's）
- ウチのノーパン妻、犯してください（7月26日、人妻花園劇場）
- マッサージ師のなすがまま、カーテン越しに上から下まで弄られまくりの人妻たち!!声を殺して、鼻息荒くオイルで火照ったカラダをふるわせ旦那にバレずにイキ放題っ!!久々の中出しに子宮は切なく痺れ、たっぷり染み込む他人種がメスの性を目覚めさせるっ!! 2（7月31日（レンタル）/8月2日（セル）、LEO）
- 夏真っ盛り満員バスで人妻の汗だく透け下着にムラムラ! 勃起したチ○コが尻や股間にメリ込んできて奥様の頭もぼぉ〜っとして本能のまま握りしめてその場でヤッちゃった。（8月1日、SWITCH）
- 一般男女モニタリングAV マジックミラーの向こうには自慢の妻! 旦那の寝取られ願望実現企画! 記念日の『メモリアルヌード』撮影中の素人奥様に共演男性モデルがフル勃起デカチ○ポ見せつけ! 旦那よりもはるかに大きいチ○ポを目の前に恥じらいながらも思わず愛液を垂らしてしまった清楚妻が “30cm横で夫に見られている”とは知らずに寝取られ中出しSEX! デカチン激ピストンで子宮の奥を突き上げられ のけぞりイキが止まらない! 激イキ合計64回 3（8月7日、DEEP'S）
- 自宅を占拠され抵抗するのをあきらめた女は暴れないし、叫ばないし、泣きもしない! ただひたすら早く終わってくれと願い、朝から晩までほぼ24時間ノンストップ!飽きられるまでヤラれまくる女たち…（8月7日、アパッチ）
- 服の中にリモバイをつけられ家族の前で何度もイカされた巨乳妻（8月8日、ナチュラルハイ）
- プラチナ級 素人清楚妻による一生思い出に残り続ける優しい童貞筆おろし 赤面女子1周年記念 -特別編- 8人撮り下ろし 469分DVD2枚組（8月9日、赤面女子）※「まなみ」名義
- 夏。プール帰り。バイト先の後輩。 濡れ髪のままホテルで。（8月9日、ヒメゴト）
- 第6回 ノーパンスウェット 染みたら負けよ 電マ濡れ我慢対決（8月13日、はじめ企画）
- 感じすぎていっぱいおもらしごめんなさい… 22（8月13日、セレブの友）
- 全て新作撮り下ろし! 自分の大きなオッパイにコンプレックスを持つ隠れ巨乳美女SP10人 「胸が大きいのは恥ずかしくて嫌だけど、誰にも相手されないのは寂し過ぎるから…!」 今まで知らなかった!あの子が実は巨乳だったなんて!隠れ巨乳女子の大きな胸に気付いてしまったボクは思わずその大きな胸をガン見!!ずっと見続けていたら見ているのがバレてしまい気まずい空気… しかもそんな微妙な空気の中、ボクの股間は空気を読めずフル勃起!!慌てて隠すがバレてしまい隠れ巨乳美女は恥ずかしそうにこちらを見つめてきて…ボクにだけ欲求不満のサインを出してきた!?（8月19日、Hunter）
- 寝取らせ願望のある旦那に従い出演させられた本物シロウト人妻 case4 医療事務・町田聡美(仮名)26歳 中出し了承 埼玉県さいたま市在住 主人のためにネトラレます（8月22日、SODクリエイト）※「町田聡美」名義
- 家出妻を住まわせて朝から晩までヤりまくり中出し生活 中出し専用家出妻 まなみさん28歳（8月22日、コスモス映像）※「まなみ」名義
- 大浦真奈美レズ解禁!! 愛欲の同級生レズビアン 〜汗だくで求め合うひと夏の淫らな誘惑〜 大浦真奈美 星奈あい（8月25日、マドンナ）
- SNSにあげたエロい映像を会社の同僚に見られてパコパコハメられイキ狂う巨乳裏垢メスブタOL 本能丸出し変態SEX（8月25日、AVS Collector's）
- 初心で可愛い女子校生を電マやカチカチの18センチ位のデカチンで寸止めしたり有無を言わさずズボっと挿入したりして驚き戸惑っていても「ラップ越しなら…」なんて優しいく受け入れてくれる乙女の言葉に甘えてやりたい放題! イキまくり 思考停止状態の女子校生10名の記録 その2（8月27日、FIRST STAR）
- 夫の兄に抱かれたくて…。（9月1日、プラネットプラス）
- 合宿中の爆乳ママさんバレー部はボクのチ○ポで欲求不満が大爆発!! 親戚が経営する合宿所の手伝いに行ったらママさんバレー部の一行がやって来た!そんな爆乳揃いの奥さんたちを見てムラムラが抑えられずフル勃起!だけどそれに気付いた奥さんたちはボク以上に欲求不満を爆発させてきた!?バレーの練習そっちのけで久々のチ○ポを爆乳パイズリ&ねっとりイラマ!!さらに大きな胸を揺らしながらボクの精子が無くなるまで何度も何度もエッチをおねだりしてくるんです!!（9月7日、Hunter）
- 友達の彼女を押し倒し強引に中出し寝取り。 犯されたことを言ってしまうと彼氏に嫌われて振られてしまうと思った彼女は、「私さえ黙っていれば」と何も言えず。しかし再び寝ている彼氏の近くで隠れて中出しFUCKされると背徳感で今までになく感じてしまう。（9月7日、お夜食カンパニー）
- 「制服・下着・全裸」でおもてなし またがりオマ○コ航空 11 デカ尻便（9月12日、SODクリエイト）
- 厳しい父に逆らえ無い息子の嫁は、義父の躾で接吻とフェラが上手い性処理巨乳嫁（9月12日、ヒビノ）
- 意識高い系美女 イ○スタ映えする高級マンションで釣ったらヤレる!? 【巨乳編】（9月13日、S級素人）
- 【完全主観】 巨乳ナースだらけの病棟に入院したボクのエロすぎるハーレム看護日誌（9月13日、BAZOOKA）
- 夫が出張に出たその日から豹変した義息子…強制中出し近親相姦×性欲処理のセックス調教された義母… 5（9月13日、セレブの友）
- パパさん人気No.1の保母さんは実はこんなにエロかった! 僕のバツイチ○ポにまたがって桃尻うちつけ肉壺ピストン!! 2（9月13日、Z-MEN）
- 一般男女モニタリングAV 心優しい巨乳の奥様が初対面のデカチン童貞大学生との“常に乳首責め筆おろし”に挑戦! 2 敏感な両乳首をいじられ/舐められ/吸い付かれフル勃起する若いち○ぽ! 思わず濡れてしまったご無沙汰マ○コがスパイダー騎乗位で抜かずの連続中出しSEX! 4組合計15発!（9月19日、DEEP'S）
- 乳首こねくり回し混浴温泉痴漢（9月19日、アパッチ）
- 恥辱の教室 隷属女教師（9月19日、バミューダ）
- 妹の目を盗んで地味っ子姉を大胆にレズ誘惑する妹の親友 大浦真奈美 枢木あおい（10月1日、レズれ!）
- 妻を寝取られ鬱勃起（10月7日、アタッカーズ）
- トビジオっ! SPORTS & NEWS 本番中、ずっと潮吹きっぱなし・失禁しても平然と原稿を読み上げる女子アナ（10月10日、SODクリエイト）
- 鬼イカセ 大浦真奈美（10月11日、REAL）
- パンイチで締め出された隣の奥さんのむっちりボディがエロ過ぎて… 2（10月11日、Z-MEN）
- アソコを舐められるだけなら浮気じゃないよね?（10月13日、MOODYZ）
- 吸着マ○コでゆ～っくり亀頭をコネ回す女上司のガニ股騎乗位（10月13日、Fitch）
- 性交総合大学病院 11科の専門看護師による手淫・口淫・性交―超業務的リアル看護200分（10月24日、SODクリエイト）
- 妄想アイテム究極進化シリーズ 真・時間が止まる腕時計 パート14 デパートガールSEXマネキンチャレンジ編（10月24日、ROCKET）
- うちの息子は性欲モンスター 元ヤリマンのママ友に何度射精しても収まらない勃起。（10月25日、ダスッ!）
- はだかの主婦 八王子市在住 大浦真奈美 (28)（11月1日、プラネットプラス）
- 女教師in… 脅迫スイートルーム 大浦真奈美（11月1日、ドリームチケット）
- 夫には言えない新妻の欲望 義父に緊縛M女調教されブチ込まれる（11月7日、ヒビノ）
- サイコパスから狙われたインフルエンサー美女 私生活が晒されて、めちゃくちゃにされた全記録（11月15日、ピーターズMAX）
- お色気P●A会長＆悩殺女教師と悪ガキ生徒会（11月21日、グローリークエスト）
- 隷奴への階段（12月7日、アタッカーズ）
- 入院中の禁欲生活に耐え切れない息子が看護師のデカ尻義母に媚薬を飲ませると白パンスト擦りつけながら淫らに股間を滴らせ、カニバサミで中出しを求めた!（12月11日、V&R PRODUCE）
- 寝取られ社員旅行 女上司と一発ヤリたがる部下達にどんどん飲まされ泥酔した妻 僕とビデオ通話してる最中に中出しされていたなんて…（12月19日、ミセスの素顔/エマニエル）
- 同性愛者の先輩に狙われてSEXしてしまった私…（12月25日、セレブの友）
- 生徒会長の座を狙うヤリマン女子校生の中出し肉弾選挙戦!!（12月27日、Million）

- W肉便器 巨乳の若妻達を同時に変態調教した記録（1月1日、Fitch）
- 私はあなたの奴隷です…どんな命令でも従います… 奴隷調教で変態覚醒（1月16日、グローリークエスト）
- 会員制 人妻玄関ピンサロ ワタシのお口で気持ちよくしてあげる 4（1月19日、アクアモール/エマニエル）
- カミングアウト 本当の私を見てください。 狂気の母性を擁したマゾヒストが憧れたシリーズ出演で心身ともにエクスタシー 自ら進んで追い込まれたい。AV女優大浦真奈美の性癖告白ドキュメント（1月25日、えむっ娘ラボ）
- ブルマおばさんのピタパン尻に我慢できずにバックからねじ込むデカチン即ハメ!（2月1日、LUNATICS）
- 職業体験で知り合ったお姉さんに童貞を捧げた俺 2（2月6日、AKNR）
- ROCKET12周年記念ユーザーリクエスト祭り　TSFなりすましガール（2月6日、ROCKET）
- 気品溢れるおしとやか美人の大浦真奈美による唾液と囁き淫語。その淫技で痴女られたチ●ポはとろけるような快楽のもと大量発射してしまう。（2月13日、バルタン）
- 【完全主観】リピーター続出!!美少女制服イメクラ中出し本番サービス（2月14日、BAZOOKA）
- 航空会社勤務の黒パンスト穿いたデカ尻姉に媚薬と睡眠薬を同時に飲ませた! キャビンアテンダントの制服姿で眠る姉を拘束固定バイブ! 2（2月14日、V&R PRODUCE）
- 銀粉変態メイド（2月19日、バミューダ）
- お姉さんの巨尻が猥褻過ぎて秒殺で悩殺!!（2月19日、MARRION）
- イキまくりカスタマーサポート（2月20日、SODクリエイト）
- もの凄い快楽クンニ ～ねっとり全身舐めで10回以上イカせて痙攣マ○コにズボンと挿入～  アレク × 大浦真奈美（2月20日、GIRL'S CH）※女性向け作品
- 続・巨チン美少女のザーメンには強制女体化させる成分が含まれています。（2月25日、ダスッ!）
- この人妻、発情するとだらしのない顔でお漏らし絶頂する変態ドMです 2（2月25日、セレブの友） ※「真奈美」名義
- 自宅を占拠され生徒たちの玩具にされた女教師 ～大浦真奈美～（3月12日、ヒビノ）
- ‘膣コキインストラクター’が提唱する不妊治療の絶頂膣交セミナーで、参加者全員の前で中出し性交させられた若夫妻（3月12日、サディスティックヴィレッジ）
- 「絶対に出しちゃダメよ!」ニーハイ穿いた欲求不満な家庭教師のお姉さんが童貞少年を親に隠れて射精管理! 何度も寸止めさせ溜まり切ったザーメン出尽くすまで連続大量中出し!（3月13日、V&R PRODUCE）
- 私の彼氏(カレ)は疑似恋愛人形(メンズラブドール) 5（3月25日、セレブの友）
- 社長の息子のHな社会科見学3（4月2日、グローリークエスト）
- 大浦真奈美&晶エリー 極上美女2人と最高の筆おろし（4月10日、Million）
- 露出度MAX! 過激コスチューム×官能的4本番（4月10日、BAZOOKA）
- 女教師レズビアン雌奴隷 ～悪魔のような美少女の微笑みマゾ調教～（4月11日、ビビアン）
- 寝取られ女教師 偽りの同窓会 朝まで中に出して下さい…（4月17日、クリスタル映像）
- 心の底から大嫌いな義父に犯され何度も中出しされた人妻（4月24日、人妻花園劇場）
- 出世できないダメ男×No.1風俗嬢 愛し合うウエディング生中出しSEX 6（5月13日、セレブの友）
- 『むっちりBODY』×『チ○チン』＋『お酒』=『ドスケベ動画』（5月13日、S-Cute）
- 旦那からの着信は不倫セックス中!!不倫相手に促され電話に出た人妻は、必死に喘ぎ声を押し殺してはいたが、行為がエスカレートし興奮度はMAXに!絶対にバレてる!? 10（5月15日、UMANAMI）
- レズに目覚めた新人OLそっちのけで女上司2人が杭打ちしまくるおあずけ騎乗位ペニバンレズ 大浦真奈美 蓮実クレア 波多野結衣（5月19日、レズれ!）
- 完全撮り下ろし! ヌルヌルのオイルまみれ美女 挑発オナニー7連発!!（5月25日、セレブの友）
- M男クン家に泊まろう!（5月29日、ワープエンタテインメント）
- 禁断介護（6月25日、グローリークエスト）
- 黒人解禁! B.B.P. (ビッグ・ブラック・ペニス) 黒人ザーメンぶっかけ顔射! ごっくん飲精! 生中出し!!（6月25日、セレブの友）
- 上品で魅惑的、ランジェリー美女が誘う極上の射精。（6月25日、SEX Agent）
- 完全撮り下ろし! むっちりエロ尻お姉さん陰部密着黒パンスト穿いたままSEX（6月25日、セレブの友）
- 86cmFカップ!! 顔を精子まみれにしてイキ狂いながらだらしなく失禁する学校の先生!!（7月1日、AV/恋する花嫁DX）
- 黒パンストの下半身が卑猥にクネるオナニー快楽 2（7月1日、セレブの友）
- お尻大好きしょう太くんのHなイタズラ（7月9日、グローリークエスト）
- どんな女でも絶対にイカせる玩具で何度もガチイキするアヘ顔晒しオナニー（7月9日、グローリークエスト）
- 真奈美女王様の調教部屋（7月10日、サロメ）
- 狂気拷問研究所 OVER LIMIT OF PLEASURE 悲壮柔肌狂喜的連続無間地獄（8月25日、AVS collector’s）
- 完全撮り下ろし! アナタを挑発しながらディルドオナニーを見せつける女たち… ガニ股で下品に腰振る発情オマ○コをご覧ください 3（8月25日、セレブの友）
- 平日の暇な時間帯のメンズエステでW施術を薦められてお願いしたら欲求不満な奥さまセラピストに連続射精させられた VOL.2（9月10日、DANDY）
- THEドキュメント 本能丸出しでする絶頂SEX ムッチリ肉感ド変態若妻（9月19日、エマニエル/美人魔女）
- ウエット&メッシー WAMイキ! 全身汚れまくった女たちが絶頂痙攣しまくりの狂乱アクメ!!（9月19日、ブラックドッグ）
- 侵入者 ―覆面黒人にイキナリ襲われ潮吹きしながら極太チ○ポの快楽に堕ちた人妻―（9月25日、人妻花園劇場）
- 濡れてテカってピッタリ密着 神スク水（10月8日、親父の個撮）
- ドM痴女 晶エリー 大浦真奈美（10月13日、ミル）
- 妊活中の最愛の妻は俺の親父に寝取られ種付けプレスされていた。（11月25日、ダスッ!）
- 近所に住む欲求不満な美人巨乳妻たちと知り合ったが最後 毎日ぼくの巨大チ○ポを奪い合い満足するまでザーメンを搾り取るハーレム中出し大乱交 若宮穂乃 朱果 大浦真奈美（11月26日、アイエナジー）
- 綺麗なお姉さんの全身がグッチョグチョになったオイルまみれトロ顔SEXを見てみませんか…?（12月13日、セレブの友）
- Wおっぱい挟み撃ち金玉カラッポになるまで何度も追撃する発射無制限逆3P中出しソープ 夏希まろん 大浦真奈美（12月19日、OPPAI）
- 「誘ったわけじゃないんです。エアコンが壊れて薄着なだけで」無意識に男を勃たせてしまった団地妻（12月20日、STAR PARADISE）

- 飲み会帰りに終電を逃した女上司と僕の部屋に2人きり。（1月20日、STAR PARADISE）※オムニバス作品
- リモまん リモートま●こコントロール:DNAをインストールするだけであの子のマ●コを遠隔操作! クラスメイト・女教師・妹をイカセまくり! ハメまくり! 松本いちか 大浦真奈美 聖祐那（1月21日、SODクリエイト）
- 湯けむり天獄 ～縄情の宿～ 17 天縄真奈美 編（2月1日、ヴァンアソシエイツ）
- 着替える叔母さん デカ尻パンチラに欲情した甥っ子（2月20日、STAR PARADISE）※オムニバス作品
- デカ尻Fcup美白ボディ 大浦真奈美8時間BEST（3月1日、Fitch）※単体ベスト
- 長髪射 大浦真奈美（3月11日、RADIX）
- 極小ハイレグ水着deバイブオナニー（3月11日、RADIX）※オムニバス作品
- たった7時間2人っきりにしてみたら…結果、12発セックスしてました。（4月30日、ドリームチケット）
- 15人の語りかけ誘惑オナニー撮り下ろし大全集! アナタだけを見つめて、何度も何度もイキまくる!（6月25日、セレブの友）※オムニバス作品
- 緊縛飼育 ～危険な毒花～ 3（7月1日、ヴァンアソシエイツ）
- 同窓会の後は…（9月9日、タカラ映像）
- 専務の奥さん 仕事で落ち込む童貞部下にヤラせてあげた優しい優しい上司の妻（10月5日、熟女大学/熟女卍）
- 【ハメログ】大浦真奈美ちゃんにお酒を飲ませたらヤリマンオーラが全開だったのでそのままハメ撮りしちゃいました!（10月19日、チキチキカマー）
- 密かに飲まされ続けた大量媚薬に発情暴走する淫欲人妻（11月11日、ヒビノ）
- 明日にはパパになるっていうのに、こんなことしていいんですか?（12月3日、ドリームチケット）

- デカ尻家政婦に鬼スパンキング（1月11日、Hunter）
- いじわるご奉仕 癒しの巨尻ソープ嬢 大浦真奈美（2月1日、MARRION）
- 自宅へ業者を招き入れたらいつの間にか中出しされちゃった無防備でえっちな女の子たち (完全撮りおろし)（2月1日、桃太郎映像出版）
- 僕のことが大好きなママと、クラスで一番美人な友達のママで行った二泊三日の混浴温泉旅行 推川ゆうり 大浦真奈美（2月15日、グローリークエスト）
- SOD女子社員 じっくり! いきなり野球拳 業務中ならどこでも勝負! 美巨乳マドンナたちを襲う赤面羞恥な脱衣バトル! 10本番全員SEX8時間SP!（3月10日、SODクリエイト）
- 春の緊急特番! トビジオっ! 特報NEWS 勤務中ずっと痙攣・潮吹きっぱなし・失禁しても平然と原稿を読み上げる夏目響アナウンサー 夏目響 大浦真奈美（3月10日、SODクリエイト）
- アナル舐めさせデカ尻人妻 肛門クンニでむせるほど匂いと味をなすりつけケツ穴ヒクヒク丸出しSEXで失禁イキしまくる淫乱痴女奥様（3月15日、DEEP'S）
- 乳首舐めベロちゅう手コキ III（4月19日、グローリークエスト）※オムニバス作品
- 「こんなところでゴメンなさい…。でも、もう我慢出来なかったの…」 トイレが故障で使えず膀胱限界の放尿婦人 36人（6月21日、アクアモール/エマニエル）
- サウナレディーのお仕事 2022 人妻達による185分の密着まごころ洗体＆スパマッサージSP（7月7日、SODクリエイト）
- ＃夏＃ビーチ＃ナイトプール! 太陽のように輝く素人水着美女のえちビキニを脱がせて即マン生ハメ! 爆速ピストン! 開放的セクシーギャルプレミアムセレクト20人300分!! 無許可でナマ中出しだけど、夏だから全然OKwww（7月8日、赤面女子）
- 【神回ハメログ】温泉旅行ドキュメント! 大浦真奈美ちゃんにお酒を飲ませたらヤリマンオーラが全開だったのでそのままハメ撮りしちゃいました!（7月19日、チキチキカマー）
- ご近所のどスケベ奥さんがエロ肉体すぎて耐えられない! 美人妻中出し（7月20日、STAR PARADISE）※オムニバス作品
- 素人いじめられたい女子9 中田氏の生中出し 家事手伝い 大浦真奈美 ●犯され願望丸出し! 肉食系ドM痴女 ●Fカップ敏感乳首責め勃起直反応! ●苦痛! 悶絶! 絶頂! メスイキ大痙攣!（8月11日、プラム）
- 一般男女モニタリングAV 絶倫巨乳妻と童貞男子がザーメン20mlを溜めるまで出られないラブホからの脱出に挑戦! 旦那とはご無沙汰の奥様が初めて逆ナンパした男子大学生を射精させるために手コキ・オナホコキ・フェラ・筆おろし! 何発出しても萎えない年下チ○ポと大量の精子を目の当たりにして大興奮の人妻マ○コは満足するまで何度も生挿入で連続中出し!（9月6日、DEEP'S）
- メンズエステ嬢の裏サービス（10月4日、S-Cute）
- 効果絶大! 女性のお尻でマッサージする話題のメンズエステティック店 『常に半裸』美尻エステサロン ～極上尻を見て、触って、舐めて日常のストレスを癒してください～（10月6日、SODクリエイト）
- 妄想告白ブルマん娘 真奈美（10月13日、フェチ眼）
- 彼女の代わりに参加したフェス帰りの夜行バスで彼女の女友達3人に【浮気ハーレム逆NTR】されてしまった…新潟→新宿間 大浦真奈美  成沢きさき  天馬ゆい（12月22日、SODクリエイト）

- チ○ポ好き・精子好きの歯科助手 真奈美 初対面キモ中年たち全員ゴックン【敏感すぎる巨乳・即イキマ○コ】【キモザーメン極飲み懇願】【深夜公園トイレで連続挿入】 大浦真奈美（1月26日、AKNR）
- 夏だ//海だ//水着ギャルだ//御宿ビーチのビキニが眩しい素人お嬢さん! 童貞君のオナニーのお手伝いしてくれませんか? こぼれおちそうな巨乳 & ムチムチヒップに童貞鼻血ブーww 暴発しちゃう元気な童貞ち○ぽにエチエチサマーGirlが筆おろし & 生中出し（2月24日、赤面女子）
- 人妻の花びらめくり 大浦真奈美（3月21日、人妻援護会/エマニエル）
- 大乱交合コン開催! 都合のイイ絶倫ビッチ美女vsイケメン! 本能のまま、家中で精子とマン汁果てるまで生パコしまくり! 即効型の抱けるOL2人組! 5（4月14日、赤面女子）
- 初夏スペシャル! トビジオっ! 特報NEWS 勤務中ずっと痙攣・潮吹きっぱなし・失禁しても平然と原稿を読み上げる西元アナウンサー 西元めいさ 大浦真奈美（5月25日、SODクリエイト）
- 黒パンスト人妻のエロ尻に興奮し即ズボ & 無許可中出し 火がついた女が知らない男におかわりセックス懇願!（6月22日、AKNR）
- 女スパイ緊縛拷問 捕えられ縛られ嬲られる巨乳の虜…（7月1日、九龍）
- W Ma○ko Device Bondage IV 鉄拘束マ○コ拷問（7月4日、グローリークエスト）
- 【悲報】このあとこの巨乳ちゃんたちがマッサージ師のおじさん達に美味しくいただかれるっ!! 5（7月13日、LEO）
- 盗撮バレ パンチラハンターの神展開 めちゃくちゃ乱交中出しした記録（8月3日、素人39）
- 「童貞君の包茎ち○ぽの皮を剥いて洗ってもらえませんか!?」素人奥様が童貞君と密着混浴! 母性たっぷりち○ぽを泡洗い! カチカチにズル剥けた童貞ち○ぽに赤面発情! そのまま優しく筆下ろしSEX! 8 真夏の大感謝特別編! 撮り下ろし極上奥様4名 + シリーズ歴代美女10名! 2枚組9時間超大容量SP!（8月11日、赤面女子）
- 素人ヘアヌード大図鑑～御宿のビキニ美少女編（8月22日、S級素人）
- 酔っぱぴナメクジGAL！ごっくんペロリスト 大浦真奈美（10月17日、チキチキカマー/妄想族）
- 夫の部下に寝取られて…乳輪は小さいが乳首は大きい巨尻妻が昔感じた悦びを思い出す 大浦真奈美（10月31日、マザー）

- Red Dragon 大浦真奈美（3月19日、ゴールド/妄想族）[12]
- 新・麗しの熟女湯屋 濃厚ねっとり高級ソープ 大浦真奈美（4月23日、グローバルメディアエンタテインメント）
- カメラの前でおしっこする女 5（11月26日、グローリークエスト）

- 洗NOUリングに侵食されていくアイドル政治家と政界の女たち 清き一票を唱える成り上がり小娘どもを人格操作 肉便器街宣でキャリア街道をぶち堕とす！（3月6日、SODクリエイト）

### アダルトVR
- Fカップ美少女 モテない彼女いない勃起しない ナイナイ尽くし!お人好しすぎる幼馴染 優しく語りかけ不全チ●コを刺激したらすぐ勃起する程の超舌テク 幼馴染の猛烈な腰振りで膣奥を突き何度も絶頂&中出しありがとうおかげで勃ち直れたよ（11月17日、ブイワンVR）

- 夜行バスで乗り合わせた女性がカラダをすり寄せ誘惑。 バレないように耳元で囁かなれがらHしたら、 それに気づいた別の乗客からも誘惑されSEXしてしまいました。 静岡〜新宿編（1月11日、変態紳士倶楽部）
- ボクだけ特別、本番OK!おっパブ嬢 他の客には本番どころかキスもNGのおっパブ嬢がハッスルタイムで暗くなった隙にパンツごとぐいぐいマ○コにめり込むフル勃起チ○ポに大興奮!周りを気にしながら耳元で「特別だからね… ナイショだよ♡」とささやいたと思いきや、たっぷり濃厚ディープキス!さらに「バレないように挿れちゃって♡」とドスケベ腰振り生マ○コで抜いてくれました!（4月24日、Hunter）
- 目の前でお尻丸見え腰振り騎乗位セックス 倉多まお 大浦真奈美（5月24日、ROOKIE）
- 下半身強化専門フィットネスに入会! デカ尻インストラクターの肉弾中出し騎乗位レッスン! 佐々木あき 大浦真奈美 黒宮えいみ（5月29日、Fitch）
- 接吻しまくり淫口よだれ秘書（6月7日、ワープエンタテインメント）
- 睡眠ペンライト痴漢（6月14日、ROOKIE）
- ナースが目の前でパンスト&パンツを見せつけてくる巨尻フリフリVR（6月21日、ROOKIE）
- 目の前でピタパン!スケパン!パンスジ&パン肉の浮き出たエロ尻をじっくり観察（6月28日、ROOKIE）
- 巨乳淫語痴女お姉さんの連続寸止め筆おろし（7月11日、KMPVR）
- 発射無制限ソープ 生ハメ神対応の美巨乳ソープ嬢が客のチ○ポで何度もイッちゃう!!（7月14日、こあらVR）
- むっつり地味な巨乳娘（7月23日、KMPVR-bibi-）
- 出張先で女上司と相部屋に! 夜這い生ハメSEX成功で激揺れFカップ美巨乳にたまらず中出し!（7月24日、こあらVR）
- 後を追いかけ拉致してそのままレ○プ! 全員中出し!（7月30日、ROOKIE）
- Fカップ×チビT おっぱい出ちゃうの回避不能! ラブイチャSEX 「あぁすごい…あぁイクッ!大好きだよ…大好きっ…んふっ…」 美乳を揉みしだき鬼ピストンで何度も絶頂回避不能!（8月1日、TEPPAN）
- 目の前に広がる美アナル大図鑑 ―超接写丸見え恥じらいヒクヒク美尻アナルVR―（8月2日、こあらVR）
- べろを見続けるVR 3（8月3日、KMPVR）
- パンツ上オナニー 〜もう我慢出来ないよ…Hなお汁が止まらないの…〜（8月4日、KMPVR）
- 【教室で告白】 「君のことを愛しています♡私と付き合ってください」 学園祭終わり…誰もいない教室で美巨乳J○愛の中出しSEX（8月8日、こあらVR）
- 乳首せめちゃいますね ゆっくり ねっとり こねくり いちゃ風俗で連続射精（8月23日、KMPVR-bibi-）
- 鬼フェラVR（8月24日、KMPVR）
- クンニVR 3（9月6日、KMPVR）
- シンプルにヌケるが一番! 美痴女のオナサポで即シコVR。爽健痴女編（9月11日、MILU VR）
- 巨乳を揉んで楽しむVR（9月14日、KMPVR）※オムニバス作品
- 女湯潜入の夢! 完璧に女装して女湯に忍びこんだ! 浴室まではうまく忍び込めたがすぐバレた… だが、幸い他の客は誰もおらず、密室状態でチ●コを丸出し。それに反応したチ●ポ大好き女が、興奮しすぎて、放尿にアナルを見せつけてきたので、濃厚クンニと超密着SEXをお見舞いしてやった!!（9月30日、KMPVR-bibi-）
- 新人巨乳Wデリヘル嬢の性処理器に。 仲良し美人デリヘル嬢が僕のち●ぽをひとり占め奪い合いの3P !! 大浦真奈美 森本つぐみ（10月19日、KMPVR-bibi-）
- 憧れの美人同期を夜這い!! 社内でもモテまくりな同期と出張先でまさかの同部屋に! 夜、ほろ酔いで眠りについた同期の寝顔を見たくなり、禁断のふすまを開けてみるとあらわになった純白の太ももと谷間が… そんなつもりじゃなかったのに気づくとその距離は縮まり…。（10月24日、KMPVR-bibi-）
- 胸キュン120％のいちゃLOVEフェラVR（11月8日、KMPVR）
- 脚でイカされるVR（11月21日、KMPVR）
- ペニバンに目覚めた彼女に逆アナルされた!? ドキドキの初メスイキ体験VR（12月9日、SODクリエイト）
- 【HQ超高画質】大学時代のサークル仲間と温泉旅行へ! ドタキャン連発で後輩2人とアナタ1人に! お酒を飲んだらヤリマンみおりと元カノまなみがアナタを取り合い逆3Pに発展! どっちも選べず朝までまとめて中出しだ! 大浦真奈美 彩葉みどり（12月20日、PREMIUM）
- ガックガクの女 Ver.VR（12月30日、ドリームチケット）

- 射精コントロール! オナ指示痴女（1月10日、CASANOVA）
- パイズリVR ～巨乳だけが許されるパイズリプレイ8連発～（1月10日、KMPVR）
- 旦那が横で寝ているのに俺を誘惑してくる上司の嫁とこっそり内緒の寝取られセックス（1月24日、CASANOVA）
- 粘膜口移しVR（2月21日、KMPVR）
- HQ超高画質!【童貞喪失体験VR】黒パンスト穿いた先生と秘密のオナニー練習! 初体験の淫語オナサポ/ベロキス/耳舐め/パンスト脚コキ/濃厚フェラで射精を促し筆おろし生挿入! 優しく褒められながら中出しSEX!（3月11日、V&R PRODUCE）
- HQ超高画質!「おばさん、こんなカッコになっちゃってゴメンね…」 家政婦呼んだらまさかのスク水ニーハイ姿のデカ尻人妻が! ハミ出る尻肉!（3月20日、V&R PRODUCE）
- 放課後の教室で何度も中出し 女教師まなみ（3月27日、CRYSTAL VR/ダイヤモンドVR）
- 126分!! 祖父の葬儀で久々に逢ったいとこのお姉さんたち(既婚)と飲んでたら日頃の欲求不満が溜まりまくりで我慢できず僕に迫ってきた逆4Pハーレム弔問 森沢かな 佐藤りこ 大浦真奈美（5月22日、マドンナ）
- リアル性交サバイバル PACOLOR JAPAN VR（5月31日、TMA）
- 淫語でオナサポVR ～射精を管理されたいM男向け! オナ指示痴女によるJOIスペシャル～（6月19日、CASANOVA）※オムニバス作品
- 真奈美女王様の調教部屋（6月29日、サロメ・プロローグ）
- 部下の僕が先輩OL2人に迫られて… 精液を絞り尽くす痴女 超スペレズVR 梨々花 大浦真奈美（7月8日、ROOKIE）
- シンプルにヌケるが一番! 誘惑のボディーパーツを見抜けるVR。猥褻痴女編（9月16日、MILU VR）
- 中出し成功率100%のパパ活神アプリ 速攻美少女に出会えて生ハメ! 生中出しSEX!（10月1日、ROOKIE）
- 僕に唾液をたらしてエッチなこと沢山してください!（10月28日、ROOKIE）※オムニバス作品
- どんなハードな凌辱を受けても口を割らない気高き女捜査官VR ビンタ&水責め&スパンキング＆電気ショック&媚薬注入…! 特殊訓練を受けた女捜査官にVR史上最大の拷問ショック!!（12月16日、ワンズファクトリー）

- 【全編ノーモザイク】AV女優・ブルマ・デカ尻・アナルコレクション（1月14日、V&R PRODUCE）※オムニバス作品、他26名出演
- 蓮実先生のスパイダー騎乗位で強制中出しさせられた直後に大浦先生の杭打ち騎乗位で連続中出し! W巨尻痴女教師の逆追撃ピストンで射精後に即おかわり射精しちゃう僕。蓮実クレア 大浦真奈美（6月1日、E-BODY）

- 【天井特化×地面特化】僕はAV女優寮の管理人!? どこを見ても美顔面＆美乳に溺れる常に3Pサンドイッチ×3回戦! 大槻ひびき 大浦真奈美 朝比奈ななせ（6月13日、SODクリエイト）
- 自宅でゲス不倫していたら突然、会社から帰ってきた妻。こんな時に限って妻とエロい雰囲気に…! 最悪の状況で妻と愛人と交互にセックスするドキドキ感がたまらなく興奮する!! 浜崎真緒 大浦真奈美（7月14日、SODクリエイト）
- 腰のうねりがハンパない!! 退職間近のふわふわ系OL部下と本気になった絶叫SEX 大浦真奈美（10月22日、KMPVR）
- ぴちぴちニットVR（10月22日、KMPVR）
- 着替え尻VR（10月23日、KMPVR）
- 義弟のボクを過激ローライズで尻チラ誘惑 痴女兄嫁のドスケベ尻にたまらず手を出してしまうボクとの妊活SEX 大浦真奈美（10月30日、KMPVR）
- 卑猥な舌で体中を徹底的に舐められ濃厚唾液まみれ! 最高のベチョなめ体験で何度も射精してしまうッ!! 大浦真奈美 浜崎真緒（12月5日、SODクリエイト）

- 夢のマイホームで2人きりの同棲生活を始めるはずが彼女の妹たち（妹×3）がいきなり押し寄せて来た! 妹たちの誘惑に負けて彼女に内緒で大乱交ハーレム 大浦真奈美 結城りの 百瀬りこ 佐野なつ（6月26日、SODクリエイト）

- 巡察レディのお仕事～街中非行少年更生精子回収を行う24時間～（8月21日、SODクリエイト）

### アダルト配信
- 【個人撮影】みお 19歳 短大生（9月3日、なまなま.net）
- 【初撮り】ネットでAV応募→AV体験撮影 749 まなみ 21歳 看護師（9月7日、シロウトTV）
- ＜女子大生をガチ口説きNo’003＞ まなみ 19歳 大学1年生 「SEXの時、声が出すぎて困ってます…」 喘ぎ声を人に聞かれたい願望アリの変態お嬢様女子大生 ※恋愛トーク大好き女子 ※彼氏と別れた理由がトラウマで最近SEXご無沙汰※喘ぎ声が大きい事がコンプレックス ※色白スベスベモチモチ肌 ※「いつもやってあげてたんです♪」伝家の宝刀アナル舐め ※Tバックが超絶良く似合う美白尻 ※喘ぎ声がとにかくいやらしい ※蓋を開ければドスケベなSEX好き ※お嬢様女子大生「まなみちゃん」の尻は選ばれし神尻だった（10月1日、プレステージプレミアム）
- 女の魅力全部乗せ! 癒し系美女がお酒を飲むと－激変－ 「もうチケットはいいです! おち〇ちんが欲しいです♪」 ＜チケット難民ナンパ＞ ※普通のナンパじゃ絶対に落とせない極上美女を捕獲!! ※Fカップ美乳 + 卑猥な腹筋 + 桃尻の完璧ボディ!! ※電マで執拗に責められおま〇こダム決壊!! 大洪水!! ※「締りきついでしょう♪」 ※極上美女の極上名器を超高速ピストンで犯し尽くす!!! ななみ 23歳 フリーター（10月16日、街角シロウトナンパ）
- まなみ (orec208)（11月22日、俺の素人）
- ＜エロい娘限定ヤリマン数珠つなぎ!! ～あなたよりエロい女性を紹介してください～ 3発目＞ まなみ 22歳 事務 彼女が脱いだら早送り厳禁!! 完璧プロポーション!! ち○こを掴んで離さない性欲モンスター!! 真昼間→カーテン全開→向かいのビルから丸見え→露出性交【衝撃ハプニング発生!!】（12月2日、プレステージプレミアム）
- 【①AV応募素人：大浦まなみさん/21歳/大学生/B86/W58/H86】【②撮影場所：大浦さんの自宅】【③服装：部屋着/スク水/ニット&黒タイツ】【④収録内容：フェチ※1/スク水フェラ&尻コキ&ワキコキ&パイズリ/ハメ撮り】【※1フェチ：顔/歯/歯茎/ワキ/足/尻/食事/スク水/おしっこ/ゲップ/鼻水/くしゃみ/クリーム舐め/顔射】女性の全てがオナニーのネタである 001（12月15日、変態サムライ）
- 家まで送ってイイですか? case.123 斎藤さん 21歳 病院の受付事務&コンパニオン&???  『私、寂しい…』いきなり抱きつくハプニング！⇒奇跡の連続！THE・泥●SEXドキュメンタリー⇒巨乳×巨尻【B92W58H88/イイ体】×男につくす超絶舌技⇒なぜ彼女は酒に溺れるのか？⇒妹たちは私の夢! 一家を支える肝っ玉姉ちゃん!（12月28日、ドキュメンTV）

- さとみ (ewdx223)（1月12日、E★人妻DX）
- ラグジュTV 1051 桜井恵麻 29歳 看護師（1月14日、ラグジュTV）
- まなみ (hamech053)（1月26日、はめチャンネル）
- まなみ (tokyo483)（2月17日、Tokyo247）
- 金子唯（2月28日、エチケット）
- マナ (hoi017)（3月1日、素人ホイホイZ）
- 【形】【サイズ】【さわり心地】3拍子揃った神乳神尻コミュ障女子大生が彼氏に内緒で逆ナンパ! セクシー極上尻で男を翻弄! 超敏感Fカップ巨乳にしゃぶりつき! 彼氏だけじゃ物足りない! むっつりスケベ女子が他人チ〇コを眼前に性欲開放! 悶絶怒涛の恥辱SEX! さやか 20歳 女子大生（3月10日、街角シロウトナンパ）
- まみ（3月15日、しろうとまんまん）
- 顔騎おもらしでイキまくる変態Fカップ女教師の性事情 「生ハメは大人になってから…♪」まなみ（4月12日、しろうとまんまん）
- 大浦先生（4月28日、俺の素人）
- 真奈 (oregr061)（5月19日、俺の素人）
- ゆい (opai003)（5月30日、おっぱい研究所）
- まなみ (ore553)（7月11日、俺の素人）
- まなみ (ad003)（7月25日、アイドリ）
- まなみさん (orec387)（8月4日、俺の素人）
- Mさん (gerk172)（8月8日、ゲリラ）
- マナミせんせい（8月31日、%OFF）
- なな（9月17日、Hなお悩み相談）
- まいみー（9月18日、素人おかしや）
- 聡美（9月26日、「イマジン」）
- まなみ（9月30日、%OFF）
- まなみ（10月23日、おっぱい素人＃3150）
- まなみ（10月27日、みなみ工房）
- マナミ (per227)（10月30日、%OFF）
- まなみ (per239)（11月30日、%OFF）
- 三浦真奈美（12月11日、恋する花嫁）
- まなみ（12月14日、恋する花嫁）

- まなみ（1月2日、S-Cute）
- まなみ (ore623)（2月19日、俺の素人）
- まなみ（4月6日、今ドキ女子の性事情）
- MANAMI (ore641)（4月18日、俺の素人）
- えっち大好きッ娘 彼氏アリ 計二回戦 中出しアリの巻（4月21日、おっぱいちゃん）
- まなみ 2（8月7日、S-Cute）
- ねるそん（9月23日、素人ホイホイpower）

- まなみ 4 (orec712)（3月11日、俺の素人）
- まなみさん 5 (orex271)（5月19日、俺の素人）
- まなみさん (orex272)（6月24日、俺の素人）
- まなみ（7月12日、高揚）

- まなみ（1月28日、変態印抱きつき面接官）
- MANAMI (ttjm132)（7月8日、鉄人2号さん）

- まなみ (oreco240)（2月13日、俺の素人-Z-）
- まなみん（2月21日、パコッター）
- まなみん 2（2月21日、パコッター）
- まなみ 3（2月21日、パコッター）
- まなみ 4（2月21日、パコッター）
- MANAMI 2 (ttjm133)（2月24日、鉄人2号さん）
- まなみ（3月16日、しろうとパックンチョ!!）
- まなみさん (oreco277)（4月8日、俺の素人-Z-）
- かなさん & まなみさん（4月9日、俺の素人-Z-）
- MANAMI（4月28日、ヤレるパラダイス!）
- まなみさん & かなさん（8月3日、素人ペイペイ）
- まなみさん (oreco410)（8月9日、俺の素人-Z-）
- まなみん（8月15日、ぎがdeれいん）

### イメージビデオ
- やさしく溶け合う 大浦真奈美（2022年12月28日、Superlative）

## 書籍・出版

### 写真集
- 白くて柔らかいもの 大浦真奈美写真集（2022年12月26日、ジーウォーク、撮影：太田清隆）ISBN 978-4-86717-523-1

### デジタル写真集
- Tokyo-247 Girls Collection vol.036 大浦真奈美（2019年3月22日、Big Fields Publishing）
- デジグラ・デラックス 大浦真奈美 001（2021年10月25日、PAD）
- デジグラ・デラックス 大浦真奈美 002（2021年12月3日、PAD）
- デジグラ・デラックス 大浦真奈美 003（2021年12月14日、PAD）
- れいむ 大浦真奈美 vol.01～vol.04（2023年1月27日、ジーウォーク、撮影：太田清隆）

## 出演

### テレビ
- 魚拓と成瀬のツキとスッポンぽん #219,#220,#279,#280（2018年11月11日,18日,2019年1月5日,12日、パチ・スロ サイトセブンTV）
- ダラケ! #38,#39「スカパー!アダルト放送大賞2020ノミネート女優大集合!人気セクシー女優ダラケのA-1グランプリ2020!!」前編/後編（2020年1月13日,27日、BSスカパー!）
- ロンドンハーツ（2020年4月、テレビ朝日）
- スカパー! アダルト放送大賞2022 授賞式〜スカパー! アダルトの歴史が変わる。新時代のアダルトクイーン決めちゃいますスペシャル!!〜（2022年3月15日（14日深夜）、BSスカパー!（BS241））[13]

### 配信
- 私とデートしませんか？#3（2020年10月12日、らぽふぁん JAV/YouTube[14]）‐ 大浦真奈美役
- ロンドンハーツABEMA特別編（2022年5月31日、ABEMA）アンケート協力[15]
- 色眼鏡III 愛欲の秘境を覗いた夫婦（2023年11月3日、ネクスタシーEX、シネマファスト）[16]

### 映画
- 隠密濡物帳 熟れごろ嫁さがし（2023年1月20日、オーピー映画）[17]

### ラジオ
- KaratLunch（2024年6月13日、渋谷クロスFM） - アシスタントMC

### インタビュー
- 【会員限定特典あり】MANGO美尻ディスカバリー File05 大浦真奈美編（2021年1月22日、ゲオTVアダルトニュースメディアMANGO）[18]
- 「ファンのみんなといった初詣、おみくじはなんと大吉でした!!」絶対持ってる！天然派癒し系ほんわか新人・大浦真奈美の賞レース奮戦記[11]